# Castello di Vösendorf
Il castello di Vösendorf (Schloss Vösendorf in tedesco) si trova nel comune austriaco di Vösendorf nel distretto di Mödling, in Bassa Austria, e le sue prime strutture risalgono probabilmente al XII secolo.

## Storia

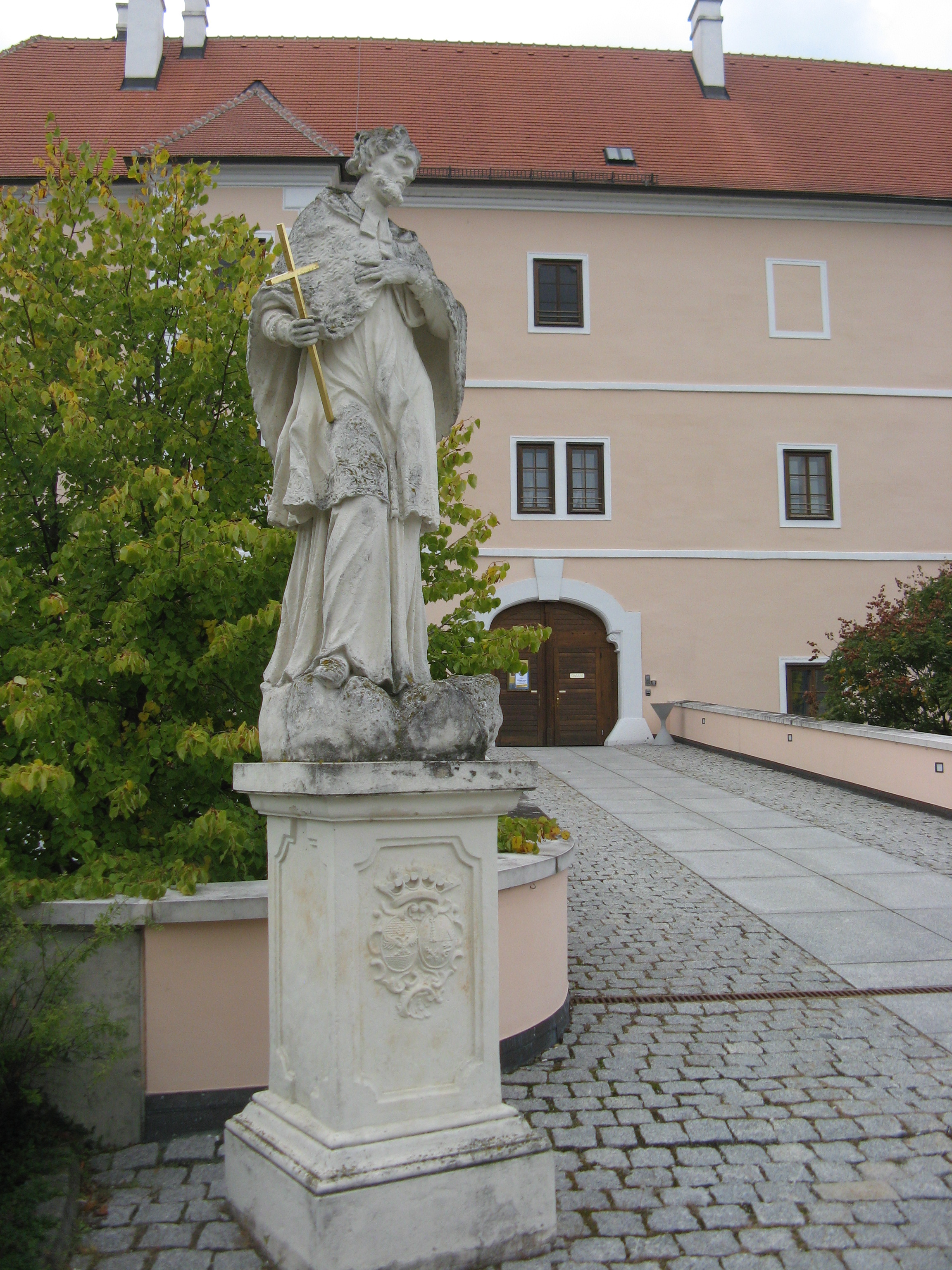
Accesso esterno al castello

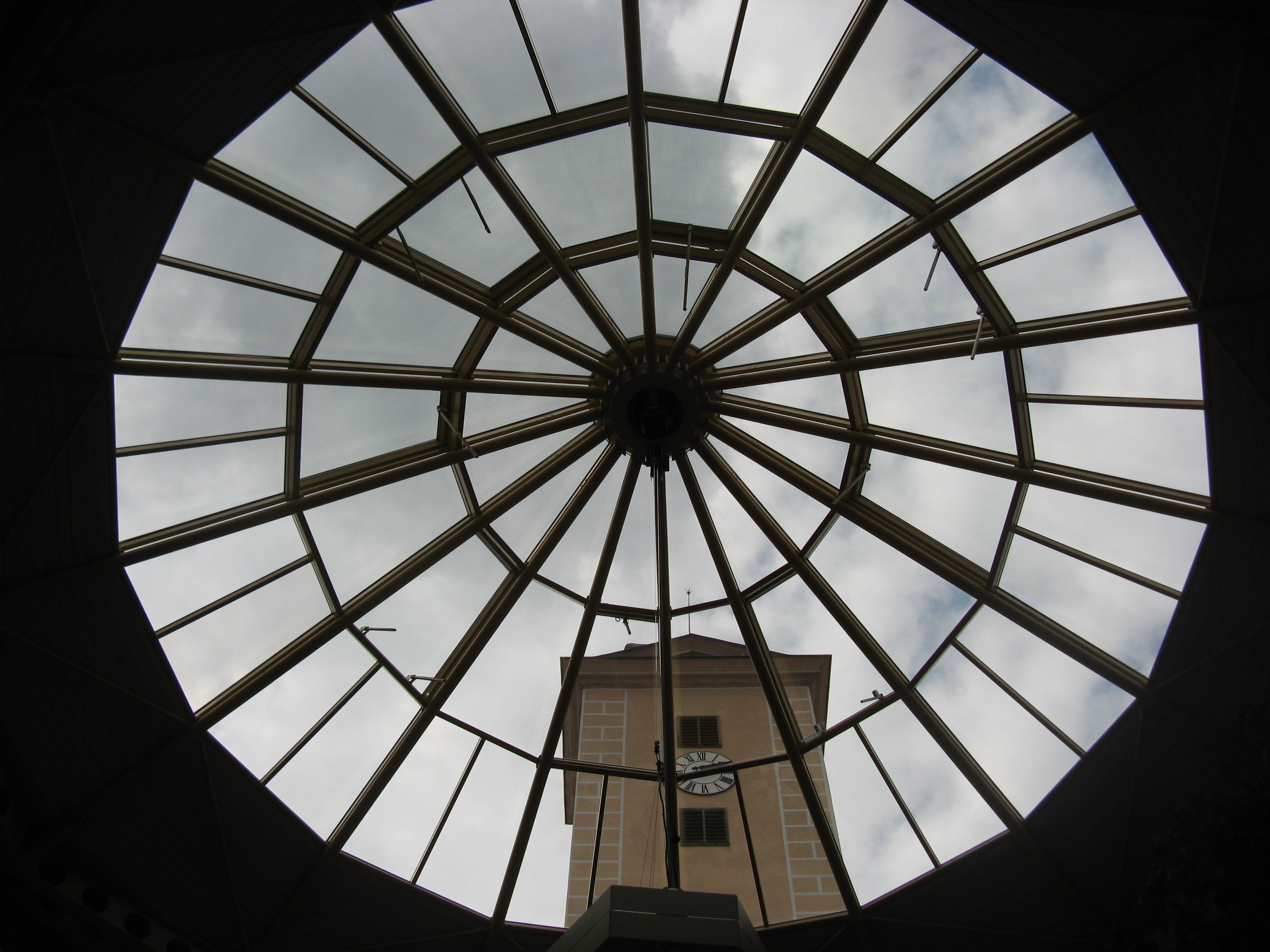
Grande cupola in vetro che copre il cortile

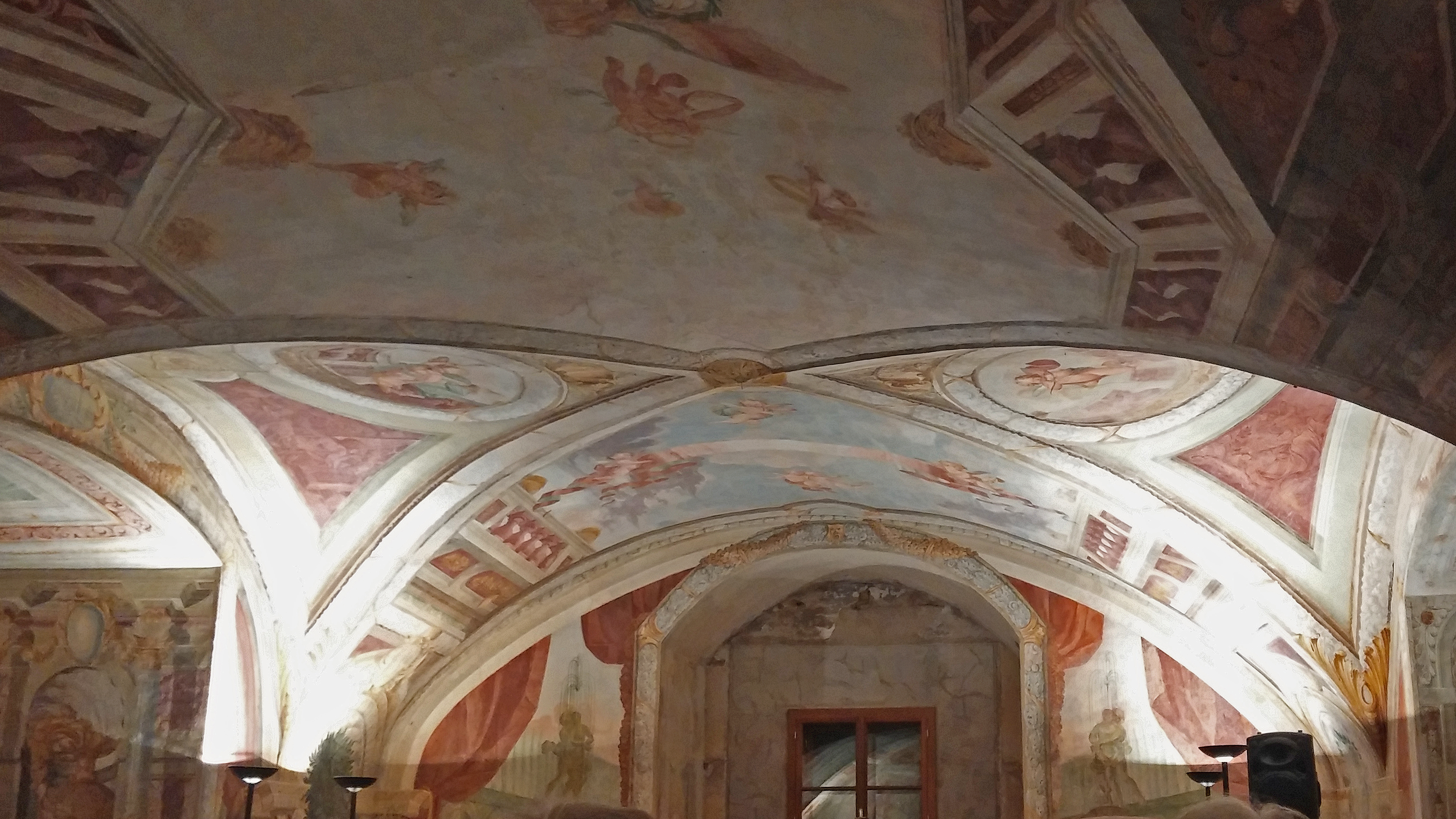
Sala Terrena con volta a crociera nell'angolo nord-ovest con pareti e soffitto completamente ricoperti da affreschi del 1693

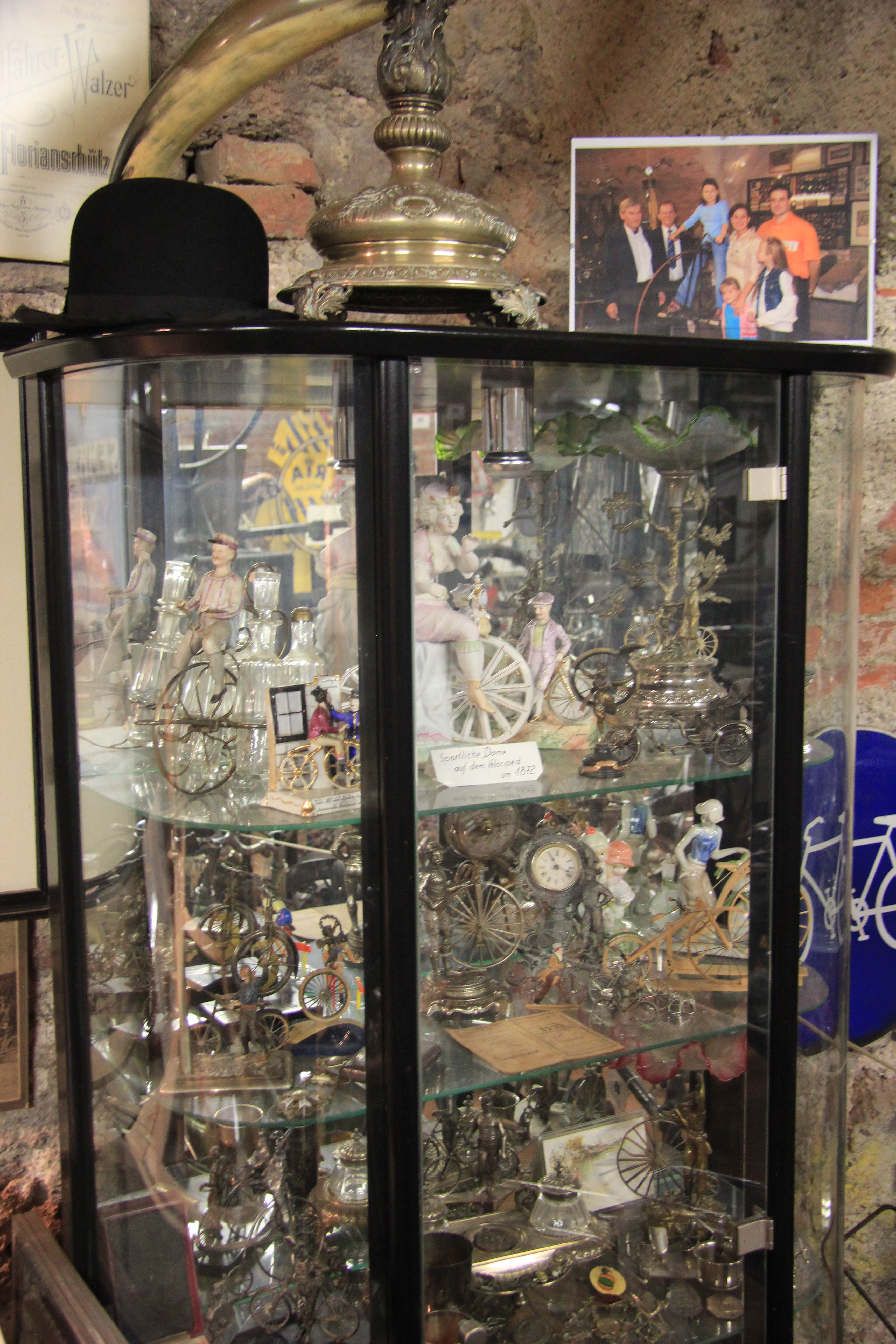
Museo della bicicletta

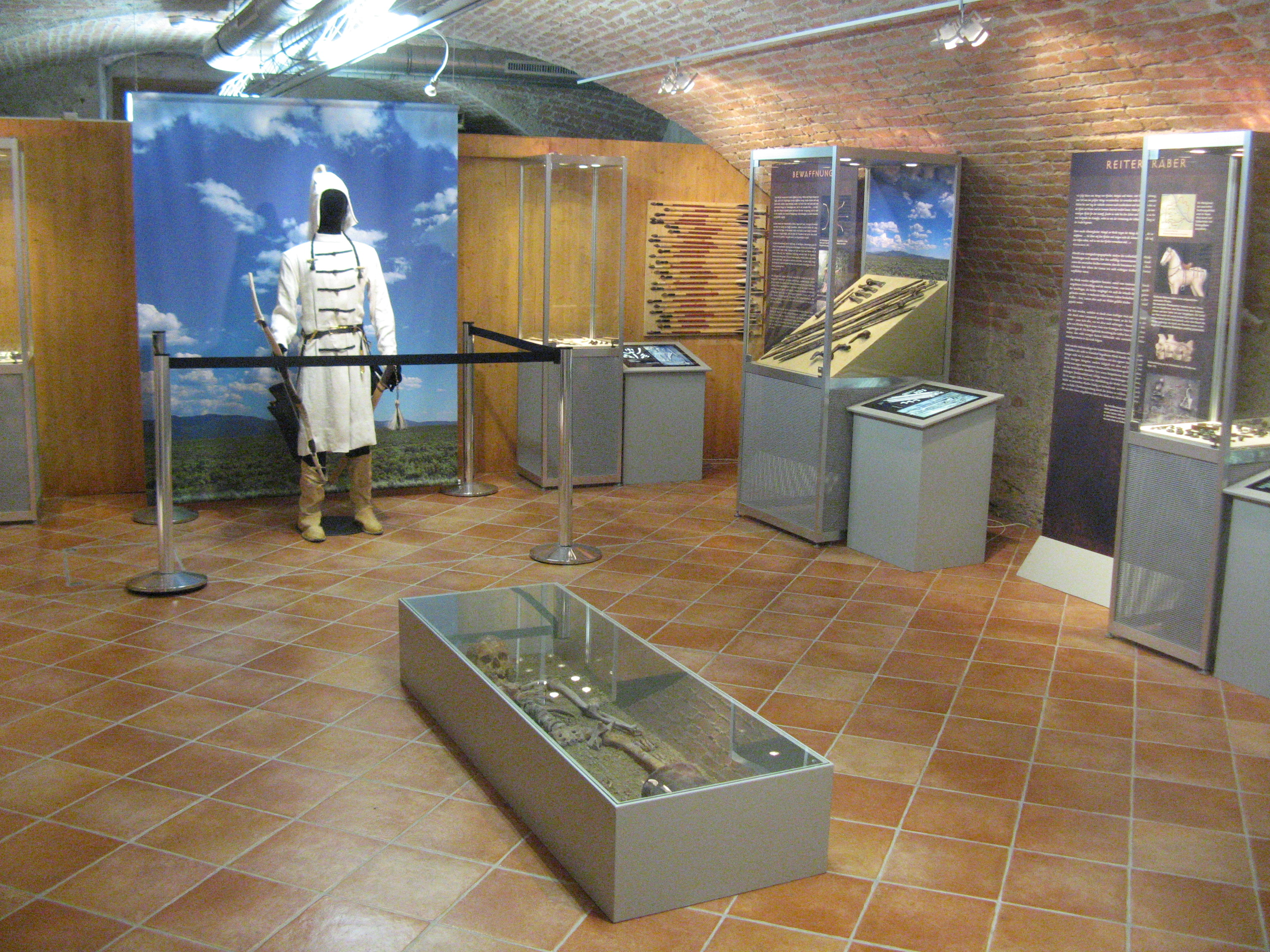
Museo della città di Vösendorf

Mentre la citazione della città di Vösendorf su documenti risale al 1175 non è noto quando venne edificato il suo castello. La prima volta che si ricorda il castrum cittadino è nel 1308 e l'allora proprietario risultava essere Konrad Breitenfelder. Quando la famiglia che lo possedeva prese parte a una rivolta contro il duca Alberto I d'Asburgo il maniero venne confiscato dal duca e in seguito fu venduto a Wurisch Abraham nel 1313. Nel 1350 passò a Wolfgang von Winden tramite Hans den Laher. La famiglia Winden ottenne in feudo il castello dell'abbazia di Melk fino al 1510 circa anche se con interruzioni, una delle quali dovuta all'invasione del territorio da parte del re ungherese Mattia Corvino. Nel XVI secolo i signori del castello si succedettero con frequenza e quando fu feudatario Kaspar Erlbeck il maniero subì importanti modifiche strutturali. Quando l'allora proprietario Guglielmo I von Hofkirchen partecipò alla rivolta contro l'imperatore Ferdinando II la proprietà venne confiscata. Dal 1727 entrò nelle disposizioni della principessa Maria Gabriele Colloredo sino a quando, nel 1794, venne acquistato dall'imperatore Francesco e lo fece ristrutturare aggiungendovi una fattoria modello attiva fino al 1824. Nel 1850 il castello fu affittato a un esponente dei von Wittgenstein. Dopo la fine della prima guerra mondiale entrò a far parte di un istituto nazionale austriaco per l'invalidità poi, nel 1934, fu temporaneamente restituito ai discendenti della famiglia degli Asburgo-Lorena. Venne nazionalizzato nel 1938 e dal 1940 fu amministrata dal Comune di Vienna. Dopo la fine della seconda guerra mondiale fu occupato dalle truppe dell'Armata Rossa e ne rimase seriamente danneggiato Ritornò nelle disponibilità della cittadina di Vösendorf nel 1991 diventando sede municipale e centro culturale. Nel 1999 ha avuto luogo un restauro completo, durante il quale anche l'interno è stato riadattato con soluzioni architettoniche innovative.

## Descrizione
Il castello si trova nel comune austriaco di Vösendorf nel distretto di Mödling, in Bassa Austria. Si presenta circondato da un fossato all'interno di un ampio parco nella parte orientale dell'abitato. Il complesso è formato da quattro ali che racchiudono un cortile interno ristrutturato e coperto. L'ingresso principale in origine era il portale ovest ma poiché minacciava di crollare fu murato durante l'occupazione sovietica. La facciata è semplice ed intonacata con sottili fasce di cornicione bianco e spigoli agli angoli bugnati. La torre dell'orologio su base quadrata si sviluppa su sette piani e si trova sul lato ovest della struttura. Durante l'ultimo e importante restauro integrale il cortile interno quasi quadrato è stato coperto da una enorme cupola in vetro che ne consente l'utilizzo per eventi di ogni genere anche in caso di maltempo. La cappella nobiliare con caratteristica copertura a botte incrociata si trova nell'angolo nord-est. La sala di maggior interesse è quella terrena con volta a crociera nell'angolo nord-ovest con pareti sono completamente ricoperte da affreschi del 1693 circa riscoperti durante gli ultimi restauri. Nel parco sono ancora visibili i resti della cinta muraria che un tempo era fortificata e in particolare nella sua parte nord-ovest si conserva la torre di fortificazione parzialmente rotonda.
Il castello viene utilizzato per varie manifestazioni ed ospita due sedi museali:
- Museo della bicicletta
- Museo della città di Vösendorf

### Bene architettonico tutelato
In Austria il castello di Vösendorf, che è circondato dal suo parco, è un bene sottoposto a tutela artistica col numero 40422.